# Čákiho palác (Panská)
Čákiho palác (starší Csákyho palác) je městský palác a národní kulturní památka Slovenské republiky vedená pod číslem 101-148 / 1 na Panské ulici č . 33 v Bratislavě v části Staré Město.
Palác vznikl v roce 1775, v době, kdy se začaly bourat městské hradby.